# Liste der Fließgewässer im Flusssystem Schwarzach (Main)

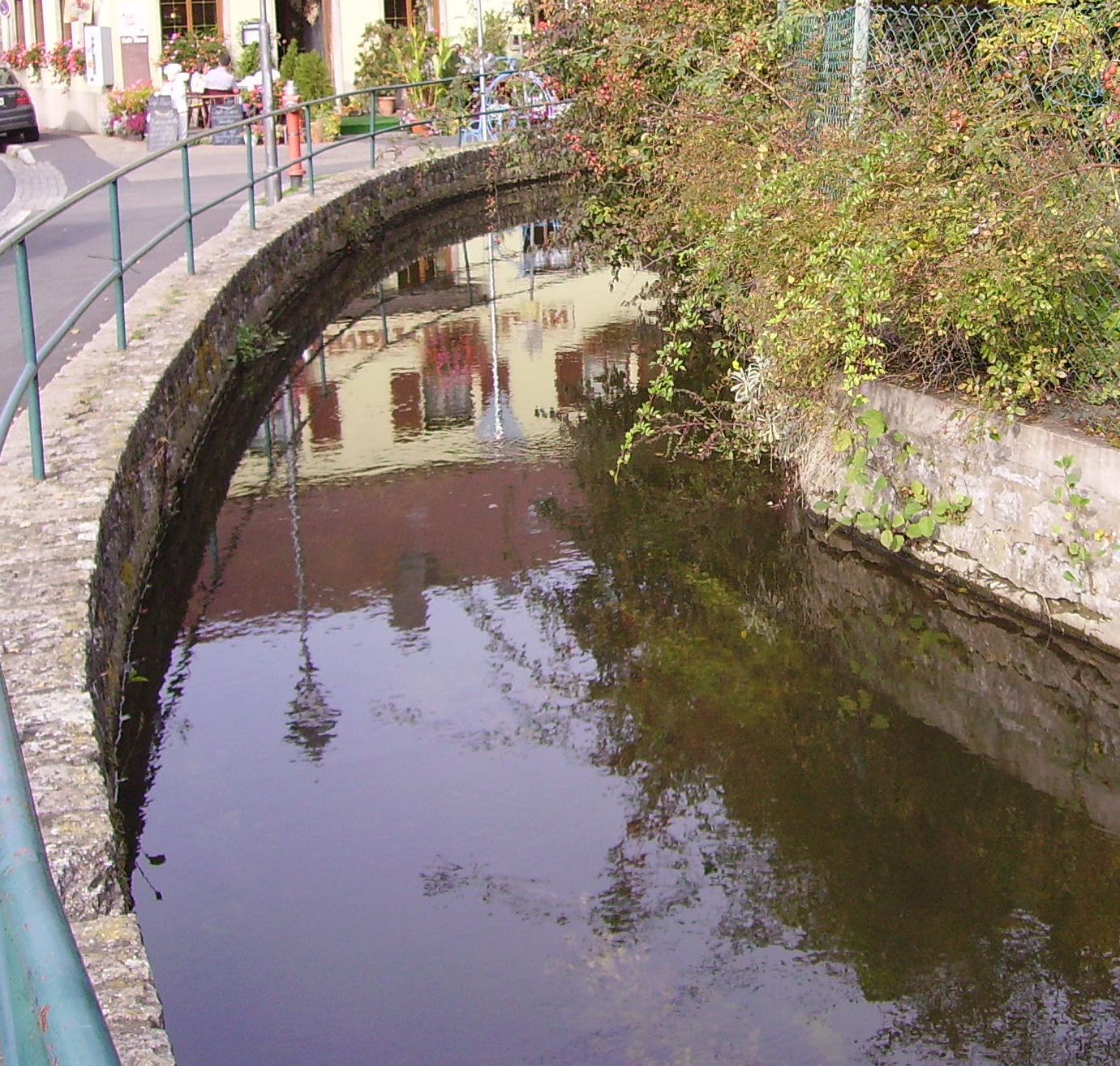
Die Schwarzach

Die Liste der Fließgewässer im Flusssystem Schwarzach umfasst alle direkten und indirekten Zuflüsse der Schwarzach, soweit sie namentlich auf der Topographischen Karte 1:10000 Bayern Nord (DK 10), im Kartenwerk des Stadtplandienstes der Euro-Cities AG oder im Kartenservicesystem des Bayerischen Landesamts für Umwelt (LfU) aufgeführt werden. Namenlose Zuläufe und Abzweigungen werden nicht berücksichtigt. Wenn sich der Gewässername nach dem Zusammenfluss zweier Gewässerabschnitte ändert, werden die beiden Zuflüsse als Quellzuflüsse separat angeführt, ansonsten erscheint der Teilbereichsname in Klammern. Die Längenangaben werden auf eine Nachkommastelle gerundet. Die Fließgewässer werden jeweils flussabwärts aufgeführt. Die orografische Richtungsangabe bezieht sich auf das direkt übergeordnete Gewässer.

## Schwarzach
Die Schwarzach ist ein knapp 21,5 km langer linker bzw. östlicher Nebenfluss des Mains.

## Zuflüsse
Direkte und indirekte Zuflüsse der Schwarzach
- Handthaler Bach (Sägbrunnengraben)[1]
- Breitbach (links) 5,74 km
- Brünnauer Graben (links)
- Neudorfer Graben (links)
  - Gänsseegraben (linker Quellbach)
  - Meisterbächlein (rechter Quellbach)
- Schönbach (links) 8,53 km
  - Gänsgraben (rechts)
  - Marbach (rechts)
    - Ochsenwasengraben (rechter Quellbach)
    - Eichenhügelgraben (linker Quellbach)
- Solbach (rechts)
- Altbach (links) 7,55 km
  - Beibach (links)
    - Saugraben (rechts)

  - Dienstbach (links)
- Sadelsbach (rechts)
- Marbach (rechts)
- Bernbach (links)
- Seeflußgraben (rechts)
- Castellbach (links) 4,2 km (mit Sambach 17,1 km)
  - Sambach (rechter Quellbach[2]), 12,9 km
    - Fasanenbach (Mühlbach[1]) (rechts)
      - Sprißelgraben (rechts)
      - Grundbach (Scherrgraben[1]) (links)

    - Häfnersgraben (links)
    - Lerchengraben (rechts)
    - Plankeckgraben (rechts)
    - Bacherlach (rechts)
    - Klingenbach (links)
    - Schirnbach (links), 5,8 km (über Schloßbach 9,3 km)
      - Goldbach (rechts) ca. 1,6 km
      - Schloßbach (Kantersbach) (rechts)
      - Heimbach (Heubach[1]) (rechts)

  - Gründleinsbach (linker Quellbach[3]), 9,0 km
    - Wiesbach (links), 3,8 km
      - Dürrbach (links)
      - Gottesgraben (rechts)
      - Rotgraben (links)